# 시몬 베드로의 수위권
시몬 베드로의 수위권(primacy of Peter)이란 예수의 제자들 가운데 가장 으뜸이 되는 지위를 주장하는 것이다. 즉 성 베드로는 열두 사도들보다더 우월한 권한을 두는 것이다. 로마 가톨릭교회의 교황의 우월권으로 알려진 로마 감독의 우선권과는 구별되는 것이다.

## 같이 보기
- 사도전승
- 초기 기독교
- 교황 무류성
- 교황 수위권